# Justa Freire Méndez
Justa Freire Méndez   (Moraleja del Vino, 4 d'agost de 1896 - Madrid, 15 de juliol de 1965) va ser una pedagoga i mestra espanyola.

## Biografia
Després d'estudiar magisteri a l'Escola Normal de Zamora, va obtenir per oposició la plaça de mestra nacional el 1918, el mateix any en què va decidir afiliar-se a la Unió General de Treballadors, concretament a la seva Federació Espanyola de Treballadors de l'Ensenyament. Breument va impartir ensenyament a l'escola de Casillas (Àvila). El 1921 es va traslladar a Madrid, on va aconseguir plaça en el Grup Escolar 'Cervantes', centre vinculat a la Institución Libre de Enseñanza, on s'educava als fills dels obrers del barri madrileny de Cuatro Caminos. Allà Freire s'ocupava de l'acció social (cura de la casa, menjador, acolliment al nou alumnat, vetllades familiars i antics alumnes), així com dels assajos pedagògics del centre (escola maternal, formació de mestres i atenció a les visites). Així mateix, amb el suport de la Junta per a Ampliació d'Estudis va poder sufragar-se viatges a Bèlgica i França per millorar en la seva formació pedagògica.
Graduada a l'Escuela de Estudios Superiores de Magisterio, el 1932 es va dedicar a impartir cursos de pedagogia a mestres a Pamplona i San Martín de Valdeiglesias. El novembre de 1933 va ser nomenada directora del Grup Escolar 'Alfredo Calderón' de la Ciudad Jardín, posteriorment denominat CEIP Padre Poveda, a Madrid, sent ella una de les primeres dones espanyoles que va dirigir a un equip de docents format per homes. Gràcies al diari en el qual anotava tota l'activitat escolar coneixem la labor pedagògica que va dur a terme en aquest centre educatiu. A més, va donar a conèixer les seves experiències innovadores a la comunitat educativa mitjançant les seves publicacions en la revista especialitzada en pedagogia 'Escuelas de España'. En aquest període va col·laborar com a mestra amb les Missions Pedagògiques.
Per culpa de la Guerra Civil Espanyola i de la proximitat a Madrid de l'exèrcit revoltat, no es va poder seguir impartint classes amb normalitat a l''Alfredo Calderón' i, per això, al desembre de 1936 es va donar ordre de clausurar aquest centre i d'evacuar a les seves nenes i nens a la regió de València. Allí el Govern espanyol va encarregar a Freire que col·laborés en la creació i desenvolupament de les Comunitats Familiars d'Educació juntament amb altres destacats pedagogs com Ángel Llorca. A causa del seu bon treball el Govern va anar ascendint-la: inspectora–visitadora de Colònies, Delegada Regional de la Infància Evacuada i, finalment, Delegada Nacional.
En acabar la Guerra Civil, al maig de 1939, la dictadura va detenir a Freire, i al setembre d'aquest mateix any un consell de guerra la va condemnar a sis d'anys de presó dins d'un marc ideològic de represaliar a docents, intel·lectuals i dones. Finalment va estar empresonada dos anys. En la seva estada a la Presó de dones de Ventas, es va fer càrrec de l'escola d'adultes, ajudada d'altres mestres com Rafaela González Quesada. De les preses més joves -menors d'edat, entre les quals es trobava alguna de les Tretze Roses-, es va encarregar la mestra María Sánchez Arbós.
Quan va sortir de Ventas el 1941, va impartir classes de forma particular, fins que el 1944 va entrar a treballar com a secretària al Col·legi Britànic, i també hi va fer tasques docents. El 1952 va sol·licitar que el reingrés al cos funcionarial de mestres nacionals. A l'any següent va aconseguir recuperar la seva plaça magisterial, però va sofrir el càstig de perdre tots els drets previs, juntament amb la seva antiguitat, i de rebre la prohibició expressa d'exercir a Madrid. Per això, el 1954 va ser nomenada mestra del Grup Escolar 'Padre Algué' en el municipi barceloní de Manresa. El 1958 va ser traslladada al Centre d'Orientació Didàctica del Servei Nacional del Magisteri, a Madrid, i va tornar a fer classes al Col·legi Britànic. En aquests últims anys va col·laborar escrivint articles en la revista El Magisterio Español, fins a la seva mort a Madrid als 69 anys d'edat.

## Homenatges

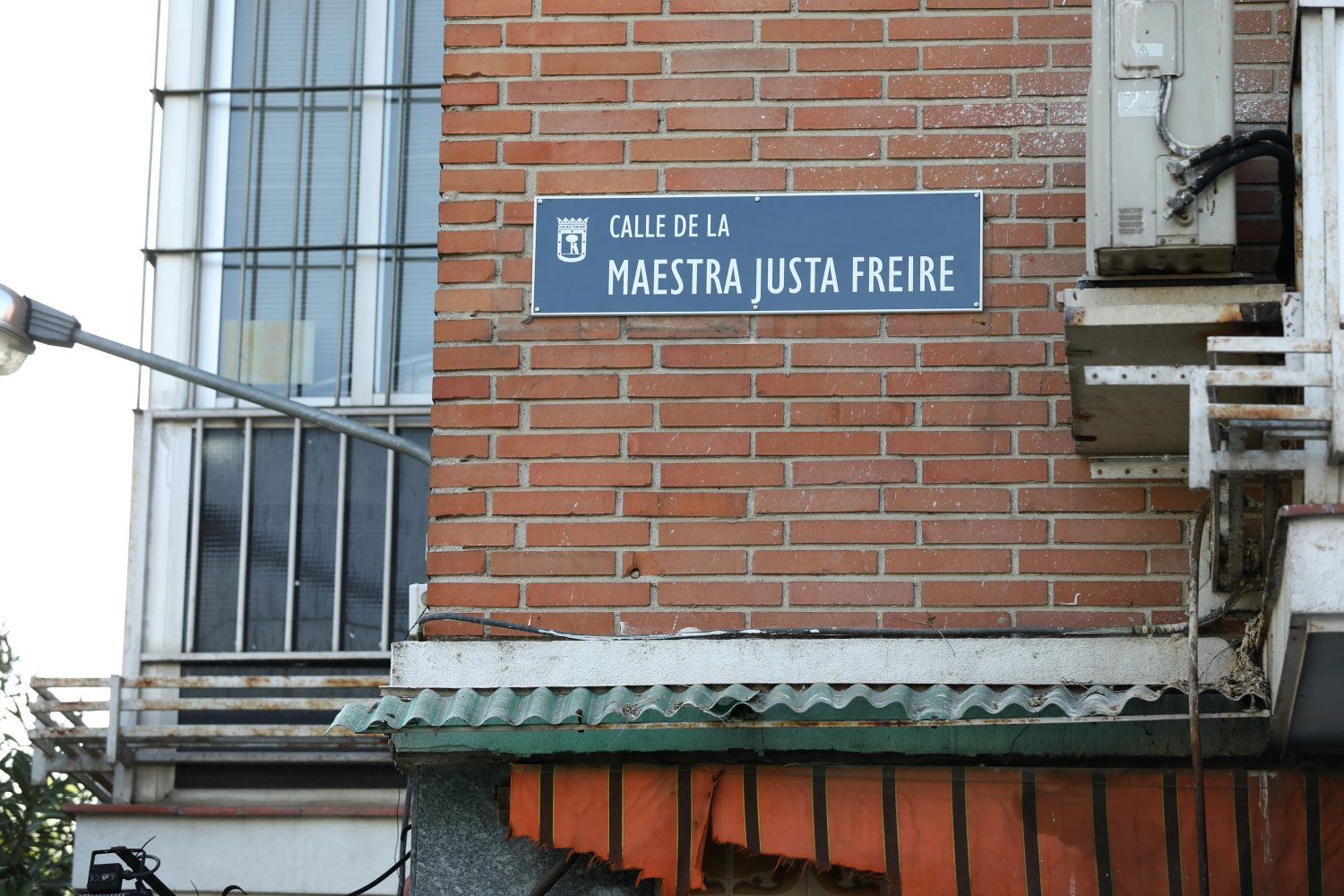
Carrer de la Mestra Justa Freire

- Tenia dedicat un carrer a Madrid, al barri de les Águilas (Districte de Llatina), des de l'any 2018 fins a maig de 2021 quan fou restablert l'anterior nom dedicat a José Millán-Astray.[7][8]
- Va ser una de les mestres republicanes específicament homenatjades a les jornades "Diarios de Libertad: maestras y pedagogas de la República" organitzades per UGT al Centro Cultural Galileo de Madrid, del 14 al 16 de novembre de 2017.[9][10]